# Houtu
Houtu is de Aardegodin in het Chinese pantheon. In de Chinese volksreligie worden meerdere Aardegoden vereerd. Men moet haar niet verwarren met  Tudi Po (土地婆), de Goddelijke echtgenoot van de Aardegod Tudi Gong. Houtu wordt meestal vereerd op traditionele begraafplaatsen waar zij gezien wordt als beschermster van graven. Een stenen shenzhupai met haar naam erop staat dan op de begraafplaats. In het daoïsme wordt de Godin Houtuniangniang (后土娘娘) genoemd.